# Holzbach (Ahse)
Der Holzbach ist ein 3,9 km langer linker Nebenfluss der Ahse im nordrhein-westfälischen Welver, Deutschland.

## Geographie
Die Quelle des Holsbaches liegt etwa 800 m nordöstlich des Welverner Ortsteils Klotingen auf einer Höhe von 78 m ü. NN. Er fließt zunächst in nordöstliche Richtung nach Nehlerheide. Hier wendet sich der Lauf nach Norden. Nach dem Durchfließen des Weilers Westen mündet der Holzbach etwa 800 m südöstlich von Nateln auf 68 m ü. NN linksseitig in die Ahse.
Der Holzbach überwindet auf seinem 3,9 km langen Weg einen Höhenunterschied von 10 m, was einem mittleren Sohlgefälle von 2,6 ‰ entspricht. Er entwässert sein Einzugsgebiet über Ahse, Lippe und Rhein zur Nordsee.